# Плавинищенська сільська рада
Плавинищенська сільська́ ра́да — колишній орган місцевого самоврядування в Роменському районі Сумської області. Адміністративний центр — село Плавинище.

## Географічне положення
Плавинищенська сільська рада розташована в центральній частині Роменського району Сумської області на відстані 5 км від районного центру м. Ромни та 110 км від обласного центру м. Суми.
На півночі межує з Басівською сільською радою, на сході з Пустовійтівською сільською радою, на півдні з Роменською міською радою, на заході з Миколаївською сільською радою.

## Загальні відомості
- Населення ради: 1 632 особи (станом на 2017 рік)

## Населені пункти
Сільській раді підпорядковані населені пункти:
- с. Плавинище
- с. Борозенка
- с. Загребелля
- с. Кононенкове
- с. Сененкове

## Склад ради
Рада складається з 16 депутатів та голови.
- Голова ради: Шеремет Олександр Миколайович

### Керівний склад попередніх скликань
| Прізвище, ім'я, по батькові   | Основні відомості                                                               | Дата обрання | Дата звільнення |
| ----------------------------- | ------------------------------------------------------------------------------- | ------------ | --------------- |
| Шеремет Олександр Миколайович | Сільський голова, 1970 року народження, освіта середня спеціальна               | 26.03.2006   | 31.10.2010      |
| Шеремет Олександр Миколайович | Сільський голова, 1970 року народження, освіта середня спеціальна, безпартійний | 31.10.2010   |                 |

Примітка: таблиця складена за даними сайту Верховної Ради України